# حسین حزنی مکریانی
حسین سید عبدالطیف مشهور به حسین حزنی مکریانی و متخلص به داماو (۱۸۸۳–۱۹۴۳) روزنامه‌نگار و تاریخ‌نویس کرد است که در روستای اینچکه در سقز، کردستان متولد شده‌است. او برادر ناتنی عبدالرحمان لطیف اسماعیل مشهور به گیو موکریانی می‌باشد.

## زندگی‌نامه
حزنی در روستای اینچکه در شهر سقز دیده به جهان گشود و دوران کودکی خود را در این روستا و روستای بغده‌کندی سپری نمود. شجره نامه حزنی مکریانی عبارتست از: حسین فرزند عبدالطیف، فرزند شیخ اسماعیل، فرزند شیخ عیسی فرزند شیخ لطیف خزایی از طایفه پیر خزایی. وی دوران کودکی و نوجوانی را در روستاهای ئینچکه و بغده کندی و سپس شهرهای اطراف سپری کرد، پدرش را در کودکی از دست داد و مادرش (که سلما نام داشت) بعداً با شخص دیگری ازدواج کرد و به مهاباد مهاجرت کردند و صاحب فرزندی دیگر شد و او همان عبدالرحمان لطیف اسماعیل یا گیو مکریانی بود.
از آغاز جوانی به مسایل کردشناسی و تحقیق دربارهٔ زبان و ادبیات کردی و روزنامه‌نگاری علاقه‌مند بود. برای ادامه تحصیل به عراق رفت و برای نخستین بار سال ۱۹۱۵ در حلب، چاپخانه کردستان را دایر کرد و شروع به انتشار تاریخ و ادب کردی کرد. پس از آن در سال ۱۹۲۵ به رواندوز می‌رود و در آنجا چاپخانه زاری کرمانجی را تأسیس می‌کند. سال ۱۹۴۳ به بغداد تبعید شد و تا آخر عمر در آنجا زندگی کرد.

## آثار
- ئاوڕێکی پاشه‌وه، (نگاهی به گذشته) در ۳ جلد، ۱۹۲۹ تا۱۹۳۰م
- مێژووی می‌رانی سۆران، ڕواندز ساڵی ۱۹۳۵م.[۶]
- مێرگهٔ دڵان
- مێژووی ناودارانی کورد، رواندز، ۱۹۳۴ م
- خونچهٔ به‌هارستان، چاپ حلب، ۱۹۲۵ م
- پێشکه‌وتن
- می‌رانی سۆران
- کوردستانی موکریان، روانداز ۱۹۳۸ م
- به‌کورتی هه‌ڵکه‌وتی دێریکی
- خونچهٔ بهارستان، چاپ حلب، ۱۹۲۵ م
- لاپه‌ڕه‌یه‌ک له دێریکی کوردستانی موکری
- مێژووی کورد و نادرشاه له خاکی ئیراندا، رواندز، ۱۹۳۴ م